# Крючников, Николай Тимофеевич
Николай Тимофеевич Крючников (1904 — 1985) — советский военный деятель, организатор службы связи на объектах ракетно-космической техники, полковник (1950). Начальник специальной связи ГЦП МВ СССР (1949—1955) и НИИП-5 (1955—1959).

## Биография
Родился 10 декабря 1904 года в деревне Лычево, Псковской губернии.
С 1926 года призван в ряды в ряды РККА и направлен для обучения в Первую объединённую военную школу РККА имени ВЦИК, после окончания которой с 1928 года служил в стрелковом полку в должностях взводного и ротного командира. С 1931 года после окончания Курсов усовершенствования командного состава связи служил в Войсках ВНОС в должностях начальника главного поста отдельного артиллерийского дивизиона, с 1932 года помощник начальника штаба артиллерийского полка, с 1934 года — командовал ротой, с 1936 года — начальник Школы младшего командирского состава пункта временного размещения Белорусского военного округа, с 1937 года — помощник командира отдельного батальона Войск ВНОС по Московской области. С 1938 года — начальник 3-й части штаба кавалерийской дивизии Белорусского особого военного округа.
С 1940 года после окончания Военной академии имени М. В. Фрунзе был участником Советско-финляндской войны. С 1941 года участник Великой Отечественной войны в должностях старшего помощника начальника отдела связи 1-й ударной армии, воевал на Западном фронте. С 1942 года служил в Главном управлении связи РККА в должностях — помощника начальника отделения 4-го отдела и старшего помощника начальника 1-го отдела 2-го управления. С 1946 по 1949 год — старший офицер отдела боевой подготовки штаба начальника войск связи Сухопутных войск.
С 1949 по 1955 год служил в Государственном центральном полигоне Министерства Вооружённых СССР в должности начальника отдела связи. В 1950 году Приказом Министра обороны СССР Н. Т. Крючникову было присвоено воинское звание полковник. С 1955 по 1959 год работал в НИИП-5 в должности — начальника службы единого времени и специальной связи, занимался информационным обменом в период подготовки, запуска и управления космическими аппаратами различного назначения, обеспечивал бесперебойную связь НИИП-5 с военным и гражданским управлением, в том числе с промышленными предприятиями заинтересованными министерствами и ведомствами, штабами военных округов, родов войск, главным штабом РВСН и Генеральным штабом Вооружённых сил СССР. Н. Т. Крючниковым был внесён весомый вклад в создание, развитие и улучшение линий связи стратегических полигонов Капустин Яр и Байконур, а также в бесперебойную работу всех видов связи в сложных условиях, в том числе при подготовке к запускам первого в мире искусственного спутника Земли космический аппарат «Спутник-1». 21 декабря 1957 года Указом Президиума Верховного Совета СССР «За создание и запуск первого в мире искусственного спутника Земли» Н. Т. Крючников был награждён Орденом Красной Звезды.
Скончался 20 января 1985 года в Москве, похоронен в закрытом колумбарии Ваганьковского кладбища.

## Награды
Основной источник:
- Орден Ленина (19.11.1951)
- два ордена Красного Знамени (05.11.1946, 30.12.1956)
- три ордена Красной Звезды (08.05.1942, 03.11.1944, 21.12.1957)
- Медаль «За оборону Москвы» (01.05.1944)
- Медаль «За победу над Германией в Великой Отечественной войне 1941—1945 гг.» (09.05.1945)